# 輜重
輜重（しちょう）は、軍隊で、前線に輸送・補給するべき兵糧、被服、武器、弾薬などの軍需品の総称のこと。また、旅行者の荷物なども輜重という。「輜」は被服を載せる車のこと、「重」は荷を載せる車のことからで、『漢書列伝竺桃抄』（15世紀中頃。現存する最古の抄物）に記述がある。

## 歴史

### 近代まで
律令時代初期の奈良時代、国家に徴集された防人は、難波の港から九州に至る間の食料は公給とされ（部領使も参照）、現地では土地も支給されたことから下級国家公務員の扱いとなるが、裏を返せば、東国人などは難波に辿り着くまで自弁（自己負担）であった（奴婢同伴は許されていた）。『養老令』「軍防令」兵士条の記述として、防人に必要とされた装備と必需品は、笠・刀子・弓弦袋（弦の予備2本）・脛巾（はばき、後の脚絆）・鞋（からわらぐつ）・矢50本・大刀・飯袋・水桶・塩桶・砥石・塩2升・乾飯9升と記述される。
日本において、戦国時代に兵站という概念があったかは議論されているが、中世史家の本郷和人は、上杉謙信などは現地調達＝略奪ありきゆえ（藤木久志の主張）、少なくとも同時代人である織田信長の時代に兵站なる発想は無かったとする。豊臣秀吉辺りから兵にどう食べさせるかといった食料事情が考えられるようになり（「兵粮奉行」「小荷駄奉行」の設置。信長の時代には見られない）、さらに戦争を土木工事に置き換える考え方になったとする。本郷の試算では、1万人の兵を動かす食費だけで1日225万円、馬や武具など諸雑費を含め、1万の兵を1ヵ月動かすだけで1億円以上かかるとする（前同p.42.）。
山口博は戦国期の雑兵に関して、「現代の軍隊のように衣服から始まって全て支給されるなら儲かる場合もあるが」とした上で、武器・食糧は自前（自己負担）であり、戦場勤務が30日以上になると食料が（戦国大名から）支給されるようになり、米は1日1人6合（約900グラム）、塩は10人に2合（約190グラム）、夜戦の時は増配され、これらの米や塩が給料に値するとする。馬1匹の価格は3貫200文（約15万4千円）で、侍が雑兵に鉄砲を持たせて諸々の出征支度をした場合、最低でも500万円は負担がかかるとする。
上泉信綱伝の『訓閲集』（大江家兵法書を戦国風に改めた兵書）巻2「備え與」内の「小荷駄の扱い」によれば、「出陣の時は上兵の如く備え立て、置き行く時は後備えより4、5町ほど引き下げて」と記述される。また軍用＝軍陣に持つべき道具として、「釶（し）・鎌・鑃（ちょう）・鍋・桶・兵粮・大工道具・笠・蓑・縄・簀（すのこ）・衣服・荷・杖」と記述される。また、巻5「攻城・守城」内の「城を守る法」の説明では、「兵粮奉行に歩兵・小役人数人そえて日々改めて渡すべし」、「1日黒米6合、兵働く日は9合なり」と記され、「兵粮は数千人に3万石余、塩は千人に500石、大豆2千石余、油、干魚、干菜、海藻」と守城戦に必要な兵粮の量が記述される。
中国兵法『孫子』「作戦篇」には、「智将は務めて敵に食（は）む」とあるように、前近代では現地調達か略奪が基本となる。また「作戦篇」には、（要約すると）軍需物資を遠方まで輸送し続ければ、百姓（民）が貧しくなり、物価の騰貴（物価高騰）も招き、百姓の負担が増し、結果として国力の7割が軍事費に持っていかれ、諸々の兵器（車や武具など）も6割失われると警告する。『荘子』逍遙遊篇には「千里（400キロメートル）行く者は3（カ）月（分の）糧を集む」と記す。古代中国において、輜重兵として知られる人物として、儒教の祖とされる孔子の父がいて怪力と記される。中世ヨーロッパにおいても行軍は10日間が限度であり、一度行軍を止め、パン焼きかまどが追いつくまで待つ必要があり、この常識を破り、敵から略奪することで行軍し続けたのがナポレオン・ボナパルトであったとする。上泉信綱伝の『訓閲集』巻1「発向」の記述では、「敵国に入ったら、1日30里（今の5里、約20km）行軍せよ」とあるが、これは人馬の体力からである（疲れた所を奇襲されないため）と記される。
弾丸の材料といった軍需物資（資源）の不足から寺院の鐘を供出させることは近代以前から見られ、戦国期の後北条氏は弾丸の入手に苦しみ（鉛の物流は西日本が地政学的に独占・規制しやすく、織田信長は伊勢商人に対し、東国に物資を流すなと圧力をかけている）、天正16年（1588年）に領国内の寺院に対し、戦後になったら鋳直して寄進すると約束した上で鐘の借用を求めている（この場合、近代期と違い、素材の返還を約束している点に相違がある）。
同様の金属供出令は西洋船の脅威が高まった幕末においても行われ、安政2年（1855年）3月3日、江戸幕府は「毀鐘鋳砲」の勅諚を発令し、寺院の鐘でもって、大砲を作らせている（「幕末の年表#安政2年（1855年2月17日 - 1856年2月5日）」を参照）。

### 近代以降
輜重を重視した軍人として、近代軍制を確立したフランスのナポレオン・ボナパルトがいたが、軍用食の長期保存を目指して「瓶詰」を開発させるも、重く割れやすい問題があり、これを19世紀初頭のイギリスが「缶詰」として改善し、19世紀末には日本においても作られる。缶詰は明治時代ではまだ軍需品という扱いであり、民間には普及していない（「ナポレオン・ボナパルト#功績」と「缶詰#歴史」を参照）。
日露戦争後、ロシア側の司令官アレクセイ・クロパトキンの戦争回想録を陸軍参謀本部が和訳した『クロパトキン回想録』を乃木希典も読み込んでおり（明治43年6月から明治45年2月までの間）、特に指揮官が官房的職務を行うことを問題視して嫌い、クロパトキンが「ロシア軍の高級軍人が、経理や輸送などの文書業務に忙殺されていた弊害」に対し、共感して丸をつけ、「その連隊長の如きは、戦術上の欠点より、むしろ時宜に適さざる輜重の着装に対し、責任の重きを置けるは、2、3長官の親しく知る所なり」と記している（指揮官の輜重に対する文書業務負担は周知であると）。乃木が理想とする指揮官像では輜重は仕事ではないとする点において、クロパトキンに共感を覚えていた（前同p.150.）。
第一次世界大戦では、戦地圏外であった日本は特需景気となり、戦争当事国に兵器・軍需品・食料品を輸出し、工業生産の増大・重化学工業化が進展する（詳細は「大戦景気 (日本)#貿易の飛躍的な発展」を参照）。製造される缶詰の生産量も約2万トンから7万トンへと増加し、1930年代の満洲事変以降ではさらに生産量が34万を超え、輸出量が17万トンを超える（「缶詰#歴史」参照）。
第一次大戦において、戦争と科学技術が本格的に結びついたことで、科学者共同体が戦争遂行のために組織的に動員され、結果として、軍事技術のみならず、軍需物資の補給にも積極的に活用されることとなる。これらは科学技術の制度化や予算拡大を働きかけようとした指導的な科学者側も関係し、当時の職業軍人はむしろ新しい科学技術に対しては懐疑的であることが多かった。
明治時代中頃まで戦傷には晒（さらし）が用いられていたが、のちに包帯へと移行し、1929年（昭和4年）からは機械による大量生産が始まっている（「包帯#包帯の歴史」を参照）。
1930年（昭和5年）、ロンドン海軍軍縮会議では、それまで兵力量は内閣が決定し、統帥部が承認して決定していたが、それを、決定権は統帥部の管轄であり、内閣が決めるのは干犯であると指摘する「統帥権干犯問題」が起きた。
第二次世界大戦時では国家総力戦の拡大と長期化にともなって軍需物資が不足し（日中戦争以降の「ぜいたくは敵だ」といったスローガンと共に）、金属類回収令（1941年）や学徒勤労動員（1943年）などによってそれを補う形となり、次第に国民生活を圧迫・崩壊させていった。1942年（昭和17年）には子供が軍馬の馬糧となる干し草作りを課されている。国家予算に占める軍事費も1944年にはピーク（300億円超。日中戦争開戦時は100億円以下）に達した。
さらに自国の物資輸送を補う形として、戦地では鹵獲・現地調達（乱妨取り・略奪）が行われた。
作戦参謀主導であったため、兵站参謀の意見は軽視され、インパール作戦（1944年3月）では（兵站参謀の補給は無理だという反対にもかかわらず）「ジンギスカン戦法」で牛（実際は水牛）を連れて行くも、失敗している（詳細は「インパール参戦#準備および戦場の状況」を参照）。
戦中、防寒具として重宝されたムササビの毛皮は学校教員の月給に匹敵するほど高騰している（「ムササビ#人との関係」を参照）。飛行服にはヌートリアの毛皮が用いられた（「飛行服#日本」の旧日本軍を参照）。また戦時体制下に定められた国民服は、（国民皆兵の意識から）軍服に容易に転換できる服として普及していく（「国民服」参照）。
輜重の損失は、開戦による消耗や敵軍による攻撃だけとは限らず、輸送中の事故でも起き、1944年12月に起きた沖縄県営鉄道輸送弾薬爆発事故では（翌年3月の沖縄戦を前にして）大量の弾薬と兵士を失っている（また自然災害による兵器被害もある。「備考」参照）。
敗戦後の混乱から軍需品が民間に流入し、社会問題となった例として、メタンフェタミン（日本ではヒロポンで知られる）の注射剤が若者の間で乱用された（「メタンフェタミン#歴史」参照）。さらに戦中において国民から接収した軍需物資が戦後に政界へと流れた隠退蔵物資事件も発覚することとなる。一方で、軍需品から戦後民間に広く利用されたものとしては、軍手・軍足が挙げられる（各項目参照）。

## 備考
- 費用数値の比較として、日清戦争の戦費は2億円前後、日露戦争の戦費は19億8千万円前後、関東大震災の被害は55億円前後となる[22]。
- 分類が「兵器」から「被服」に移行した例として、九〇式鉄帽がある（当項目概要を参照）。
- 大日本帝国陸軍では「行李」で運ばれた。